# Concertul nr. 3 pentru pian și orchestră în Re minor

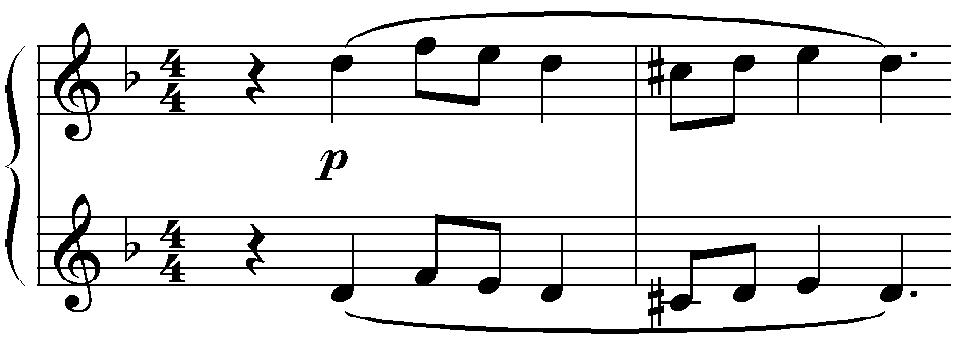
Începutul temei de deschidere a Concertului nr. 3 pentru pian și orchestră

Compus în 1909, Concertul nr. 3, op. 30 în Re minor de Serghei Rahmaninov are multe trăsături comune cu concertul precedent al aceluiași compozitor. Ambele lucrări cuceresc auditoriul prin profunzimea și intensitatea imaginilor artistice și bogăția lor melodică. În Concertul nr. 2, suflul liric este mai larg, mai amplu, pe când Concertul nr. 3 este mai plin de energie, dezvoltarea simfonică este mai dinamică și mai amplă, iar elementul de virtuozitate este mult mai puternic subliniat.
Concertul este alcătuit din 3 părți:
1. Allegro ma non tanto
2. Intermezzo: Adagio
3. Finale: Alla breve

Partea I, Allegro ma non tanto începe cu o temă cantabilă de largă respirație. Tema are un aspect de continuă curgere, întinzându-se pe aproape 25 de măsuri, ca un fir neîntrerupt. Rahmaninov, asemenea lui Beethoven, lui Brahms și altor compozitori-pianiști, a căutat să facă claviatura „să cânte”, să treacă dincolo de limitele instrumentului - prea îngust din punct de vedere al posibilităților melodice. Melodia are un aspect arhaic, ca o povestire de demult, abia șoptită. Tema este expusă cu multă simplitate, orchestra având rolul susținerii armonice. Apoi, se dezvoltă un dialog viu între instrumentul solit și orchestră, în care cea din urmă preia melodia. După o dezvoltare destul de largă a primei teme, urmează tema a doua, de un caracter liric și visător ca cel al primei melodii, întretăiată din când în când de accente patetice. Intonațiile temei principale imprimă caracterul lor desfășurării întregii mișcări, ce se încheie cu o cadență grandioasă. După cadență, urmează o scurtă repriză în care cele două teme amintite apar încă o dată, formând epilogul unei povestiri dramatice.
Partea II, Intermezzo este un Adagio în care o melodie tristă, îngândurată, amintește de refrenele unor cântece rusești. Tema, la început senină și contemplativă, devine din ce în ce mai agitată, iar melodia pastorală capătă accentele unei declarații extatice de dragoste. Dezvoltarea ideii muzicale inițiale este întreruptă de un scurt episod - un vals elegant și grațios, care amintește tema principală din partea I a concertului. După un scurt episod de trecere cu caracter de virtuozitate urmează fără întrerupere finalul.
Partea III, Finale are tema principală în stil popular rusesc, captivează prin energia mișcării impetuoase, prin ritmul bărbătesc. Atmosfera de bucurie și sărbătoare se menține și la apariția celei de-a doua teme care, cu ritmica sa agitată, evocă o cavalcadă. În această atmosferă intervine subit o nouă temă lirică, pasionată, deosebit de cantabilă. După o scurtă reluare a temei principale a finalului, în orchestră apare un scherzando construit din elemente tematice ale primei mișcări, transformate într-un ritm jucăuș și capricios, ceea ce îi dă întregului episod un caracter fantastic. În repriză reapar ritmurile de marș ale temei principale și reminiscențe din partea I a concertului, după care se anunță concluzia. Asemenea finalului din Concertul nr. 2 în Do minor, ea are un caracter triumfal și grandios. Coda este construită pe tema melodiei pasionate ce intervine în mijlocul finalului.